# Abe Bala
Abe Bala é uma pequena cidade do Afeganistão, localizada no norte do país.